# Šóhei Óno
Šóhei Óno (japonsky 大野 将平, * 3. února 1992 v Jamaguči, Japonsko) je japonský zápasník-judista, olympijský vítěz z roku 2016

## Sportovní kariéra
S judem začal v 7 letech v rodném Jamaguči. Po základní škole následoval svého staršího bratra Tecuju do Tokio, kde se připravoval v známé judistické škole Kodogakuša. Od roku 2010 se připravuje jako student university Tenri. V japonské seniorské reprezentaci se objevil poprvé v témže roce na Kano Cupu, kde obsadil 5. místo. Stálým členem japonské reprezentace je od roku 2012. V roce 2016 vybojoval náročnou nominaci na olympijské hry v Riu v konkurenci Hirojuki Akimota nebo Rika Nakaji. V úvodním kole olympijského turnaje se rozehřál v boji na zemi na judistovi z Kostariky a v dalším kole připravil o dobrý výsledek jinak kvalitně připraveného Victora Scvorțova ze Spojených arabských emirátů. Nejprve mu rozhodčí neuznali wazari za levou uči-matu aby z následné akce poslal pravou uči-matou naturalizovaného Moldavana na ippon. Ve čtvrtfinále hned v první minutě hodil technikou koši-guruma Gruzínce Lašu Shavdatuašviliho na wazari. Gruzínec však v dalším čase úspěšně vzdoroval jeho snahám o ippon a s výhrou na body tak nebyl spokojen. Chuť si spravil v semifinále na Belgičanovi Dirku Van Ticheltovi, kterého doslova přejel technikou tomoe-nage na wazari-ippon a ve finále stejným způsobem nedal šanci Ázerbájdžánci Rustamu Orudžovi. Orudžova nejprve hodil uči-matou na wazari a po minutě zápas ukončil na wazari-ippon technikou ko-uči-gake. Získal zlatou olympijskou medaili, v turnaji jedinkrát nezaváhal čímž napodobil suverénní triumf například Kóseie Inoueho (2000), Tadahira Nomury (2004) nebo Korejce Čchö Min-ho (2008).
Šóhei Óno je primárně levoruký, komplexně vybavený judista, zvládá na vysoké úrovni techniky nage-waza i ne-waza, jeho uči-mata má z pravé i levé strany absolutní parametry.

### Vítězství
- 2012 – 2× světový pohár (Oberwart, Kano Cup)
- 2015 – 1× světový pohár (Düsseldorf)
- 2016 – 1× světový pohár (Düsseldorf)

## Výsledky
| Olympijské hry    |    | —  |    |     |    | 1. |   |    |    |  |  |  |  |  |  |  |  |  |  |  |  |
| Mistrovství světa | —  |    | 1. | úč. | 1. |    | — | —  | 1. |  |  |  |  |  |  |  |  |  |  |  |  |
| Asijské hry       |    |    |    | —   |    |    |   | 1. |    |  |  |  |  |  |  |  |  |  |  |  |  |
| Mistrovství Asie  | —  | 2. | —  |     | —  | —  | — |    | —  |  |  |  |  |  |  |  |  |  |  |  |  |
| MS juniorů        | 1. |    |    |     |    |    |   |    |    |  |  |  |  |  |  |  |  |  |  |  |  |

### Olympijské hry a mistrovství světa
| Olympijské hry a mistrovství světa   | Olympijské hry a mistrovství světa | Olympijské hry a mistrovství světa | Olympijské hry a mistrovství světa | Olympijské hry a mistrovství světa  | Olympijské hry a mistrovství světa | Olympijské hry a mistrovství světa | Olympijské hry a mistrovství světa |
| Kolo                                 | Výsledek                           | Bilance                            | Soupeř                             | Skóre                               | Datum                              | Turnaj                             | Místo                              |
| 2019 Mistrovství světa do 73 kg      | 2019 Mistrovství světa do 73 kg    | 2019 Mistrovství světa do 73 kg    | 2019 Mistrovství světa do 73 kg    | 2019 Mistrovství světa do 73 kg     | 2019 Mistrovství světa do 73 kg    | 2019 Mistrovství světa do 73 kg    | 2019 Mistrovství světa do 73 kg    |
| ------------------------------------ | ---------------------------------- | ---------------------------------- | ---------------------------------- | ----------------------------------- | ---------------------------------- | ---------------------------------- | ---------------------------------- |
| finále                               | vítězství                          | 25-1                               | Rustam Orudžov (AZE)               | 1:17 / uči-mata                     | 27. srpna 2019                     | Mistrovství světa                  | Tokio, Japonsko                    |
| semifinále                           | vítězství                          | 24-1                               | Děnis Jarcev (RUS)                 | 3:46 / tng+páčení                   | 27. srpna 2019                     | Mistrovství světa                  | Tokio, Japonsko                    |
| čtvrtfinále                          | vítězství                          | 23-1                               | Bilal Çiloğlu (TUR)                | 3:34 / páčení                       | 27. srpna 2019                     | Mistrovství světa                  | Tokio, Japonsko                    |
| 1/16                                 | vítězství                          | 22-1                               | Laša Šavdatuašvili (GEO)           | 1:45 / aši-guruma                   | 27. srpna 2019                     | Mistrovství světa                  | Tokio, Japonsko                    |
| 1/32                                 | vítězství                          | 21-1                               | Júnus Salmán (JOR)                 | 1:22 / uči-mata                     | 27. srpna 2019                     | Mistrovství světa                  | Tokio, Japonsko                    |
| 1/64                                 | vítězství                          | 20-1                               | Miklós Ungvári (HUN)               | 1:07 / uči-mata                     | 27. srpna 2019                     | Mistrovství světa                  | Tokio, Japonsko                    |
| 2018 Mistrovství světa – nestartoval |                                    |                                    |                                    |                                     |                                    |                                    |                                    |
| 2017 Mistrovství světa – nestartoval |                                    |                                    |                                    |                                     |                                    |                                    |                                    |
| 2016 Olympijské hry do 73 kg         |                                    |                                    |                                    |                                     |                                    |                                    |                                    |
| finále                               | vítězství                          | 19-1                               | Rustam Orudžov (AZE)               | 3:14 / ko-uči-makikomi              | 8. srpna 2016                      | Olympijské hry                     | Rio de Janeiro, Brazílie           |
| semifinále                           | vítězství                          | 18-1                               | Dirk Van Tichelt (BEL)             | 3:58 / 2×tomoe-nage                 | 8. srpna 2016                      | Olympijské hry                     | Rio de Janeiro, Brazílie           |
| čtvrtfinále                          | vítězství                          | 17-1                               | Laša Šavdatuašvili (GEO)           | waz / koši-guruma                   | 8. srpna 2016                      | Olympijské hry                     | Rio de Janeiro, Brazílie           |
| 1/16                                 | vítězství                          | 16-1                               | Victor Scvorțov (UAE)              | 2:49 / uči-mata                     | 8. srpna 2016                      | Olympijské hry                     | Rio de Janeiro, Brazílie           |
| 1/32                                 | vítězství                          | 15-1                               | Miguel Murillo (CRC)               | 1:49 / hzg+držení                   | 8. srpna 2016                      | Olympijské hry                     | Rio de Janeiro, Brazílie           |
| 2015 Mistrovství světa do 73 kg      |                                    |                                    |                                    |                                     |                                    |                                    |                                    |
| finále                               | vítězství                          | 14-1                               | Riki Nakaja (JPN)                  | waz / o-soto-gari+ko-soto-gari      | 26. srpna 2015                     | Mistrovství světa                  | Astana, Kazachstán                 |
| semifinále                           | vítězství                          | 13-1                               | An Čchang-im (KOR)                 | 4:29 / uči-mata, ura-nage           | 26. srpna 2015                     | Mistrovství světa                  | Astana, Kazachstán                 |
| čtvrtfinále                          | vítězství                          | 12-1                               | Sagi Muki (ISR)                    | waz / curikomi-goši                 | 26. srpna 2015                     | Mistrovství světa                  | Astana, Kazachstán                 |
| 1/16                                 | vítězství                          | 11-1                               | Vadim Šoka (BLR)                   | 2:22 / aši-guruma, uči-mata         | 26. srpna 2015                     | Mistrovství světa                  | Astana, Kazachstán                 |
| 1/32                                 | vítězství                          | 10-1                               | Jorge Fernandes (POR)              | 1:46 / harai-goši                   | 26. srpna 2015                     | Mistrovství světa                  | Astana, Kazachstán                 |
| 1/64                                 | vítězství                          | 9-1                                | Sajndžargal (CHN)                  | 3:15 / uči-mata, sode-curikomi-goši | 26. srpna 2015                     | Mistrovství světa                  | Astana, Kazachstán                 |
| 2014 Mistrovství světa do 73 kg      |                                    |                                    |                                    |                                     |                                    |                                    |                                    |
| 1/16                                 | prohra                             | 8-1                                | I Jong-čun (KOR)                   | 2:36 / de-aši-harai                 | 27. srpna 2014                     | Mistrovství světa                  | Čeljabinsk, Rusko                  |
| 1/32                                 | vítězství                          | 8-0                                | Sajndžargalyn Ňam-Očir (MGL)       | jusei-gači                          | 27. srpna 2014                     | Mistrovství světa                  | Čeljabinsk, Rusko                  |
| 1/64                                 | vítězství                          | 7-0                                | Damian Szwarnowiecki (POL)         | 2:11 / oug+držení                   | 27. srpna 2014                     | Mistrovství světa                  | Čeljabinsk, Rusko                  |
| 2013 Mistrovství světa do 73 kg      |                                    |                                    |                                    |                                     |                                    |                                    |                                    |
| finále                               | vítězství                          | 6-0                                | Ugo Legrand (FRA)                  | 2:33 / uči-mata                     | 28. srpna 2013                     | Mistrovství světa                  | Rio de Janeiro, Brazílie           |
| semifinále                           | vítězství                          | 5-0                                | Dirk Van Tichelt (BEL)             | 1:02 / o-soto-gari                  | 28. srpna 2013                     | Mistrovství světa                  | Rio de Janeiro, Brazílie           |
| čtvrtfinále                          | vítězství                          | 4-0                                | Dex Elmont (NED)                   | 5:42 (gs) / uči-mata                | 28. srpna 2013                     | Mistrovství světa                  | Rio de Janeiro, Brazílie           |
| 1/16                                 | vítězství                          | 3-0                                | Miklós Ungvári (HUN)               | 2:08 / jusei-gači                   | 28. srpna 2013                     | Mistrovství světa                  | Rio de Janeiro, Brazílie           |
| 1/32                                 | vítězství                          | 2-0                                | Neoklis Skurumunis (CYP)           | 1:22 / uči-mata                     | 28. srpna 2013                     | Mistrovství světa                  | Rio de Janeiro, Brazílie           |
| 1/64                                 | vítězství                          | 1-0                                | Wang Ki-čchun (KOR)                | 2:07 / jusei-gači                   | 28. srpna 2013                     | Mistrovství světa                  | Rio de Janeiro, Brazílie           |